# Заселак Бебића Лука
Овај засеок представља јединствену сеоску целину у Србији, која је настала средином 19. века као изолована групација објеката народног градитељства увласништву породице Бебић ,од којих је данас само пар кућа насељено. Заселак је смештен до реке са мало плодног земљишта, окружен шумом која је својевремено била главни извор живота становника овог дела Вујиноваче. Недалеко одатле, у клисури Јабланице, налази се манастир Пустиња сазидан између 16. и 17. века, што говори о вишевековној насељености овог краја.